# Disreflexia autonômica
A Disreflexia autonômica ou Hiperreflexia autônoma medular(CID-10 G90.4) é uma síndrome associada a lesão medular caracterizada por uma resposta excessiva do sistema simpático pela ausência do controle do sistema parassimpático. Pode acontecer quando a lesão medular foi acima das vértebras torácicas T5-T6. Vários estímulos que deveriam ser dolorosos e incômodos podem desencadear essa síndrome.
A Disreflexia atinge cerca de 85% dos lesionados medulares com lesão acima da T6. Por ter muitas possíveis causas é difícil de ser previsto e costuma ser súbito, mas pode ser prevenido. Frequentemente o primeiro episódio ocorre logo no primeiro ano após a lesão.
Existem relatos de ocorrências também entre quem possui lesão medular entre a T6 e a T10, porém são incomuns.

## Tratamento
Frequentemente ele é uma emergência. Em caso de suspeita leve o paciente ao hospital ou consulte imediatamente um médico ou enfermeiro para o tratamento adequado. Os cuidados adequados podem ser ensinados por profissionais de saúde para o paciente, família e cuidadores como forma de prevenção.
Objetos que estejam pressionando o paciente (como roupas apertadas, cintos, sapatos...) devem ser removidos imediatamente. Administrar um anti-hipertensivo e sentar o paciente na cama com as pernas levantadas pode permitir um alívio parcial. Vasodilatadores, como um bloqueador alfadrenérgicos (ex: tolazonine, labetalol  e prazosin), podem ser eficazes dependendo do caso. A administração sublingual ajuda a acelerar a absorção desses medicamentos.
É importante alertar que em casos de pacientes idosos com lesão incompleta dosagens altas de anti-hipertensivos de ação rápidos podem ser perigosas.

## Causas comuns
Vários estímulos que deveriam ser dolorosos e incômodos mas geralmente não são sentidos pelo lesionado medular podem desencadear essa síndrome.
- Bexiga muito cheia
- Distensão do intestino
- Lesões ou fraturas
- Escara (Úlcera de pressão)
- Infecção urinária
- Efeito colateral de medicamentos
- Entre outros

Como as causas comuns podem ser outros problemas sérios é importante investigar o que desencadeou a disreflexia e tratar assim que possível para evitar novos casos ou outros problemas.

## Sintomas
Alguns dos sintomas mais comuns são:
- Dor de cabeça
- Bradicardia
- Muita Ansiedade
- Visão embaçada ou de manchas
- Nariz obstruído
- Manchas vermelhas na pele (Rash cutâneo)
- Pressão arterial alta
- Sudorese

## Complicações
Disreflexia autonômica pode se tornar crônica e frequente, geralmente em resposta a um outro problema crônico como úlcera, distúrbios urinários, escaras ou hemorróidas. É possível usar bloqueadores alfadrenérgicos ou bloqueadores dos canais de cálcio para evitar novas crises.
Complicações águdas incluem hemorragia cerebral, edema pulmonar, infarto do miocárdio e morte.